# Suceava (navă)
Nava Suceava a fost o navă de transport din cel de-Al Doilea Război Mondial. Inițial fusese nava germană Albert Fegler cu capacitatea de 5695 tdw, lansată în anul 1923 și cumpărată de către Regatul României în anul 1933 cu un lot de 4 nave de transport achiziționate de la șantierul naval Marinerwerft, Wilhemshaven, Germania.
La data de 20 aprilie 1943, a făcut parte dintr-un convoi de transport de la Constanța la Sulina escortat de distrugătorul NMS Regina Maria, dragoarele de mine R-163, R-164, MR-7 precum și bărci, încărcat cu butoaie pentru combustibil. La ora 02:20 convoiul a fost atacat de trei torpile lansate de submarinul sovietic S-33. Ca urmare, Suceava s-a scufundat în câteva minute împreună cu 28 de marinari.
Conform unor arhive istorice, punctul de scufundare este situat la 45°01'N/31°10'E, la 15 Mm Est de Sulina, Tulcea la o adâncime de aproximativ 90 de metri, iar conform altor date ar fi  44°46'N/31°18'E.